# Jo Jorgensenová
Jo Jorgensenová (nepřechýleně Jorgensen; * 1. května 1957 Libertyville), je americká vysokoškolská pedagožka a libertariánská aktivistka, kritička konzervatismu a politiky Donalda Trumpa.

## Život a politická kariéra
Jorgensenová se narodila v Libertyville a vyrůstala ve městě Grayslake ve státě Illinois; její prarodiče byli dánští přistěhovalci.
Ve volbách v roce 1996 neúspěšně kandidovala za Libertariánskou stranu na viceprezidentku Spojených států. Spolu s prezidentským kandidátem Harry Brownem získala 0,5 % hlasů. V roce 1992 také neúspěšně kandidovala za Libertariánskou stranu ve 4. volebním obvodě v Jižní Karolíně do Sněmovny reprezentantů. Skončila na třetím místě se ziskem 2,2 % hlasů. Ve volbách v roce 2020 kandidovala na prezidentku USA.
Je vdaná, má dvě dcery a jednoho vnuka.